# Xarxes de ponderació
Les xarxes de ponderació, denominades "A", "B", "C" i "D", són un conjunt de filtres electrònics amb una resposta originalment pensada per a simular la resposta auditiva humana a nivells baixos, mitjans, alts i molt alts, respectivament, amb la finalitat d'obtenir uns valors de pressió sonora que guardin una relació directa amb la sonoritat (sensació de nivell sonor) del so mitjà. Solen atenuar les baixes freqüències i una mica les altes.
Degut a la diferent sensibilitat de l'orella a les diferents freqüències, els valors que s'obtenen fent servir l'escala lineal, no guarden una relació directa amb la sonoritat del so en qüestió. L'objectiu de les ponderacions és fer que les lectures en el mesurador es corresponguin de la millor manera possible als nivells de sonoritat percebuts.

## Nivell de sonoritat
La sonoritat és una mesura subjectiva de la intensitat amb què un so és percebut per l'orella humana. La sonoritat és l'atribut que ens permet ordenar sons en una escala del més fort al més fluix. La seva unitat de mesura és el decibel (dB), de manera que no és una mesura absoluta, ja que els decibels fan referència a una escala determinada. El que es fa és calcular el nivell de sonoritat, és a dir, determinar com és de forta una font amb relació a una altra. Aquesta altra font correspon a una que emet un to d'1 kHz i un nivell de pressió sonora de 4 dB.
Per mesurar el nivell de sonoritat hi ha dues unitats: el fon i el son.

## Filtre ponderació A
Aquest filtre té com a objectiu passar la mesura del to en dB SPL per un filtre que pondera el senyal imitant la resposta de l'orella humana. Per tant, obtenim una magnitud que ens dona a entendre com és el so. El resultat d'una mesura efectuada amb la xarxa de ponderació A s'expressa en decibels A, abreviats dBA o dB(A).
Aquesta xarxa s'ha denominat xarxa de 40 dB, ja que la corba que representa la ponderació A és molt semblant a la corba isofònica d'aquest nivell de dB.

## Filtre ponderació B
Té la mateixa funció que el filtre de ponderació A, però és menys rigorós i s'aplica per a atenuar freqüències intermèdies. La seva corba és molt similar a la corba A, excepte que la reducció de baixos és molt menor, tot i que continua essent significativa (de -10 dB a 60). Aquesta xarxa s'ha denominat xarxa de 70 dB, ja que la seva corba és molt similar a la de la corba isofònica d'aquest nivell. Com en el cas de la xarxa de ponderació A, la seva unitat de mesura serien els dB(B).
Actualment la xarxa de ponderació B no es fa servir, i ni tan sols està implementada en els instruments de mesura. Estudis recents demostren que és la millor ponderació per utilitzar per a mesures de nivells d'escolta musical.

## Filtre ponderació C
Aquesta xarxa de ponderació s'aproxima a la resposta de l'orella humana per a nivells elevats. Així doncs, la xarxa de ponderació C es fa servir per a tota mena de mesura de nivells sonors elevats (més de 85 dB). No atenua tant les components de baixa freqüència com la A. Aquesta característica ens pot ser d'utilitat per a determinar si un soroll té importants components a baixa freqüència i no disposem d'un analitzador d'espectres. Per això, mesurarem el nivell amb la xarxa A i amb la xarxa C, si ambdós nivells són iguals significa que el soroll és fonamentalment d'alta freqüència; en canvi, si el nivell mesurat amb ponderació C és significativament més gran que el mesurat amb la ponderació A significarà que el soroll té components importants de baixa freqüència.

## Filtre ponderació D
Emprat principalment per a mesurar la molèstia produïda per sorolls de molt alta freqüència, per exemple el soroll produït per cert tipus i emfatitza els senyals entre 1 i 10 kHz.